# Szécsényfelfalu
Szécsényfelfalu é um município da Hungria, situado no condado de Nógrád. Tem 8,22 km² de área e sua população em 2015 foi estimada em 390 habitantes.